# 859
Évszázadok: 8. század – 9. század – 10. század
Évtizedek: 800-as évek – 810-es évek – 820-as évek – 830-as évek – 840-es évek – 850-es évek – 860-as évek – 870-es évek – 880-as évek – 890-es évek – 900-as évek
Évek: 854 – 855 – 856 – 857 –  858 – 859 – 860 – 861 – 862 – 863 – 864

## Események

### Európa
- Miután az aquitániai püspökök visszautasították a megkoronázását és serege egyre inkább felbomlik a széthúzás és dezertálások miatt, Német Lajos keleti frank király kivonul a Nyugati Frank Királyságból.
- Vikingek fosztják ki Beauvaist és Noyont; utóbbinak megölik püspökét, Immót. Újabb viking flotta érkezik Dániából Weland vezetésével és felhajóznak a Somme-on; elpusztítják Amiens-t, majd a folyó torkolatánál telelnek.
- Vasbordájú Björn és Hastein vezetésével 62 hajóból álló viking flotta indul el Franciaországból egy több évig tartó földközi-tengeri portyára. Bár Asztúriában és Nieblában visszaverik támadásukat, másutt jelentős sikereket érnek el. Kifosztják Algecirast és felgyújtják a mecsetét; Észak-Afrikában kirabolják a Nekori Emirátus fővárosát, Nekort; végigfosztogatják az Ibériai-félsziget mediterrán partvonalát (többek között kirabolják Orihuelát és Rousillont) és a Baleári-szigeteket, majd a Rhône torkolatában telelnek.
- Viking portyázók elfogják I. García navarrai királyt és csak 70 ezer aranydináros váltságdíj fejében engedik el. García ezután Ordoño asztúriai király segítségével rátámad Músza ibn Músza al-Kaszaví zaragozai kormányzóra (aki egyébként a nagybátyja volt és aki átengedte a Pamplona felé tartó vikingeket) és az albeldai csatában súlyos vereséget mér a muszlimokra.
- A szaracénok elfoglalják a szicíliai Enna városát és 8 ezer lakosát lemészárolják.
- Córdoba egyik keresztény papja, Eulogius elrejt egy kereszténységre áttért muszlim lányt, Leocritiát. Mikor az ügy fény derül, mindkettejüket kivégzik.
- Először említik Novgorodot.

### Észak-Afrika
- Fátima al-Fihríja Fezben megalapítja az al-Karavíjín mecsetet és iskolát, a világ legrégebbi, folyamatosan működő egyetemét.

### Kína
- 49 éves korában meghal Hszüan-cung császár, miután több éve higanytartalmú elixíreket fogyasztott, amelyek alkimistái ígérete szerint örök életet biztosítottak volna számára. Utóda legidősebb fia, Li Cui, aki a Ji-cung uralkodói nevet veszi fel.

## Születések
- I. Rudolf, felső-burgundiai király

## Halálozások
- szeptember 7. - Tang Hszüan-cung, kínai császár
- Dúl-Nún al-Miszrí, egyiptomi misztikus, teológus

## Fordítás
- Ez a szócikk részben vagy egészben  a(z)   859 című angol Wikipédia-szócikk ezen változatának fordításán alapul.  Az eredeti cikk szerkesztőit annak laptörténete sorolja fel. Ez a jelzés csupán a megfogalmazás eredetét és a szerzői jogokat jelzi, nem szolgál a cikkben szereplő információk forrásmegjelöléseként.